# Lista de turnês e concertos de Evanescence

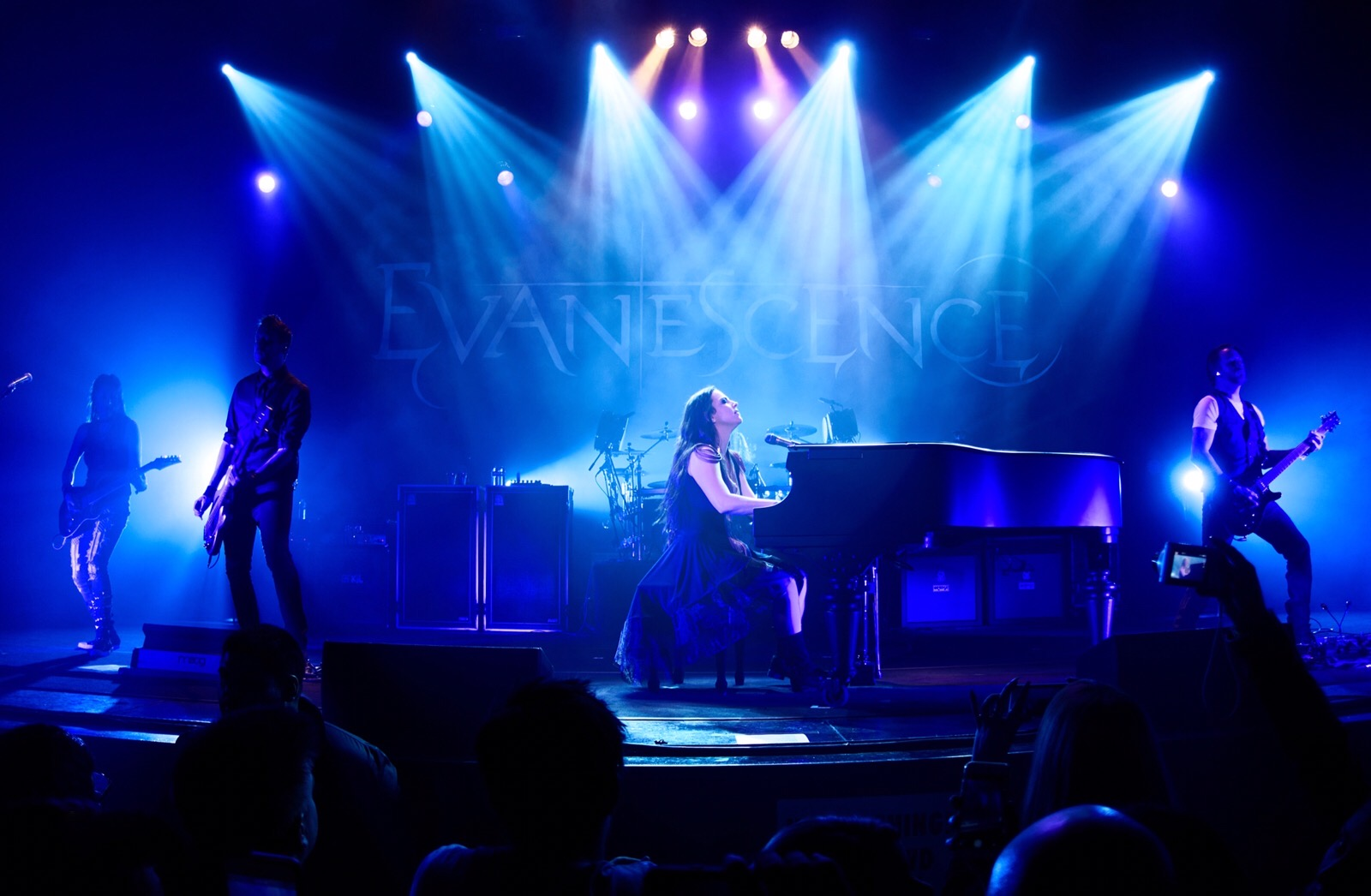
A banda se apresentando em Los Angeles, Estados Unidos em 17 de novembro de 2015

Evanescence é uma banda americana de metal alternativo formada em 1995 pela vocalista e pianista Amy Lee e o guitarrista Ben Moody. A banda realizou apenas algumas apresentações ao vivo no final da década de 1990 com músicos convidados se alternando a cada concerto, até oficializarem o tecladista David Hodges como um membro oficial em 1999, cujo permaneceu no grupo até o encerramento das gravações do álbum Fallen (2003). Para embarcarem em sua primeira turnê mundial em dezembro de 2002, a banda precisou contratar novos músicos, efetivando Will Boyd no baixo, Rocky Gray na bateria e John LeCompt na guitarra, sendo que todos já haviam tocado anteriormente como membros de apoio em algum ponto da carreira do Evanescence.
Com a partida de Moody em 2003, sua posição foi assumida pelo guitarrista Terry Balsamo durante 12 anos, até a sua eventual saída do grupo em 2015, sendo substituído por Jen Majura. Boyd optou por deixar a banda antes do início da segunda turnê mundial em 2006, sendo substituído por Tim McCord no baixo. LeCompt foi demitido em 2007 e Gray saiu da banda logo em seguida, e para assumir suas funções na guitarra e bateria foram efetivados os músicos Troy McLawhorn e Will Hunt, respectivamente. Por último, a musicista Emma Anzai adentrou a formação como baixista em 2022 após McCord trocar seu instrumento original pela guitarra, de modo a substituir Majura.
Até 2002 a banda havia se apresentado somente em pequenos clubes e casas de shows nos arredores de Little Rock, no estado americano do Arkansas, com o primeiro concerto internacional sendo realizado em 29 de maio de 2003 em Barcelona, Espanha. Entre as suas turnês a nível mundial estão listadas a Fallen Tour (2002–04), The Open Door Tour (2006–07), Evanescence Tour (2011–12), Synthesis Live (2017–18) e The Bitter Truth Tour (2021–23). Além de ter se apresentado em grandes festivais ao redor do mundo como Rock in Rio, Download, Sonisphere, Rock am Ring e Summer Sonic, e prestigiosas arenas e estádios como Estádio Olímpico Lluís Companys (Barcelona), Wembley Arena (Londres), Madison Square Garden (Nova York), Sydney Opera House (Sydney) e Allianz Parque (São Paulo), a banda também já registrou algumas dessas performances nos álbuns ao vivo Anywhere but Home (2004) e Synthesis Live (2018). Atualmente detém como recorde de maior público o concerto realizado no Rio de Janeiro em 2 de outubro de 2011 para 100 mil pessoas (como parte do festival Rock in Rio), enquanto seu show próprio de maior alcance popular foi em São Paulo no dia 21 de outubro de 2023 para 40 mil espectadores, ambas cidades brasileiras.
Desde então o grupo já visitou 56 países em todos os continentes, com exceção da Antártida, totalizando 816 concertos realizados em toda a sua história.

## Turnês

### Década de 1990
| Ano | Título | Duração                                                   | Número de apresentações | Atos de abertura                                     |
| --- | ------ | --------------------------------------------------------- | ----------------------- | ---------------------------------------------------- |
| 1999–2002 | —      | 2 de janeiro de 1999–20 de junho de 2002 (Estados Unidos) | 7                       | Blue Karma, Kill System, Echocast, Hap Hazard, Gazer |
| O primeiro concerto da história da banda aconteceu na noite de 2 de janeiro de 1999 no clube Vino's em Little Rock, Arkansas, poucos dias após o lançamento do EP Evanescence (1998). Uma nova apresentação no mesmo local foi realizada em 7 de maio daquele ano. Em 4 de novembro de 2000, houve um show no River Market Pavilion para o lançamento da demo Origin. A performance seguinte ocorreu em 3 de fevereiro de 2001 na casa de shows TNT Powerhouse em Bryant, e foi sucedida por mais três apresentações no restaurante Juanita's entre dezembro de 2001 e junho de 2002. Para todos os shows mencionados, além dos membros fixos Lee, Moody e Hodges, a banda contou com os músicos de apoio Will Boyd e John LeCompt (guitarra), Matt Outlaw e Rocky Gray (bateria), Sthephanie Pierce (vocal de apoio), Nick Williams (baixo) e Adrian James (violino) se alternando em diferentes datas. |        |                                                           |                         |                                                      |

### Década de 2000
| Ano | Título             | Duração | Número de apresentações | Atos de abertura |
| --- | ------------------ | --- | ----------------------- | --- |
| 2002–04 | Fallen Tour        | 31 de dezembro de 2002–14 de agosto de 2004 (América do Norte, Europa, Ásia e Oceania)                        | 205                     | Passerby, Cold, Revis, Cauterize, Finger Eleven, Apartment 26, Full Scale, Atomship, Default, Seether, Three Days Grace, Breaking Benjamin |
| Foi a primeira e até então maior turnê mundial da banda em quantidade de apresentações, realizada em suporte ao álbum Fallen (2003). Com a formação completa, marcou a estreia do grupo em palcos internacionais na noite de 29 de maio de 2003 com um concerto em Barcelona, Espanha, e os levou pela primeira vez ao circuito de grandes festivais europeus. Foi também durante esta turnê que o cofundador e guitarrista Ben Moody deixou o Evanescence em 22 de outubro de 2003 após uma apresentação em Estocolmo, Suécia, sendo substituído por Terry Balsamo a partir do show no México em 19 de novembro daquele ano. O concerto no Le Zénith em Paris, França em 25 de maio de 2004 foi gravado e filmado para o álbum ao vivo Anywhere but Home (2004). |                    | |                         | |
| 2006–07 | The Open Door Tour | 5 de outubro de 2006–8 de dezembro de 2007 (América do Norte, Europa, Oceania, Ásia, América do Sul e África) | 153                     | Rev Theory, Stone Sour, The Black Maria, Shihad, Chevelle, Finger Eleven, Fahrenheit, Silicon Fly, Redoma, Luxúria, Mass Hysteria, Paramore, The Midway State, The Rones, Hanna Pakarinen, Gripin, Atreyu, Flyleaf, Hellyeah, Trivium, Neurosonic, Droid, Five Finger Death Punch, Through You, Invitro, Twin Method, Bloodsimple, Sick Puppies, Julien-K |
| Em suporte ao álbum The Open Door (2006), a banda embarcou em mais uma turnê mundial, dessa vez fazendo sua estreia ao vivo na América do Sul e África. Após os shows africanos, LeCompt foi demitido do grupo e Gray optou por sair em seguida, sendo ambos respectivamente substituídos pelos músicos Troy McLawhorn e Will Hunt, que tocaram pela primeira vez com o Evanescence em Columbus, Ohio em 19 de maio de 2007. Foi também a primeira turnê com o baixista Tim McCord, que havia substituído Boyd em agosto de 2006. |                    | |                         | |
| 2009 | —                  | 4 de novembro–8 de novembro de 2009 (Estados Unidos e Brasil)                                                 | 2                       | Civil Twilight |
| Um ano e 11 meses após o fim da The Open Door Tour, a banda se apresentou na edição do festival Maquinaria realizada em São Paulo, Brasil na noite de 8 de novembro de 2009 para um público de 40 mil pessoas após terem sido convidados pela produção do evento. Dessa forma, o grupo organizou um concerto "secreto" para aquecimento na cidade de Nova York em 4 de novembro do mesmo ano. Em ambos shows, o guitarrista James Black (Finger Eleven) substituiu interinamente McLawhorn, uma vez que este tinha outros compromissos pré-agendados com sua banda paralela Seether. |                    | |                         | |

### Década de 2010
| Ano | Título           | Duração | Número de apresentações | Atos de abertura |
| --- | ---------------- | --- | ----------------------- | --- |
| 2011–12 | Evanescence Tour | 17 de agosto de 2011–9 de novembro de 2012 (América do Norte, Europa, Ásia, América Latina, Oceania e África) | 131                     | The Pretty Reckless, Rival Sons, Electric Touch, Bush, Blaqk Audio, Decortica, Chevelle, Halestorm, New Medicine, Cavo, The Used, LostAlone |
| Para divulgar seu terceiro álbum de ineditas, o autointulado Evanescence (2011), a banda iniciou uma nova turnê a nível mundial, passando mais uma vez por todos os continentes (com exceção da Antártida). Se apresentaram na noite de 2 de outubro de 2011 para o maior público de sua carreira, 100 mil pessoas no festival Rock in Rio, sediado na cidade do Rio de Janeiro. Não obstante, esta turnê foi responsável por exponenciar a banda a 21 novos países nunca antes visitados por eles. Algumas imagens do concerto final na Wembley Arena de Londres, Inglaterra em 9 de novembro de 2012, também foram utilizadas no videoclipe da canção "Lost in Paradise". |                  | |                         | |
| 2015–17 | —                | 13 de novembro de 2015–9 de julho de 2017 (América do Norte, Ásia, América do Sul e Europa)                   | 47                      | — |
| A banda retornou aos palcos três anos após sua última turnê, em novembro de 2015, apresentando a nova guitarrista Jen Majura, que assumira a posição do recém-saído Balsamo. Em razão do sucesso e boa repercussão dos shows, uma coletânea intitulada The Ultimate Collection chegou a ser lançada em dezembro de 2016, e mais apresentações seguiram sendo agendadas até julho de 2017. O cantor Paul McCoy (12 Stones), responsável pelos vocais masculinos em "Bring Me to Life", também fez uma participação especial na canção na noite de 12 de novembro de 2016 em Orlando, Flórida. |                  | |                         | |
| 2017–18 | Synthesis Live   | 14 de outubro de 2017–8 de setembro de 2018 (América do Norte, Europa e Oceania)                              | 82                      | Lindsey Stirling (co-headline), Cellogram                                                                                                   |
| Apenas três meses após o último concerto regular de metal, a banda deu início a Synthesis Live, turnê realizada em suporte ao álbum orquestral e eletrônico Synthesis (2017). Para todas as apresentações, o grupo contou com a presença de diferentes músicos e orquestras que se alternavam a cada noite, experiência essa que foi descrita por Lee como "assustadora, porém incrível". Susie Seiter atuou como condutora da orquestra e Will "Science" Hunt executou os sintetizadores e programação em todos os shows. O concerto no Foxwoods Resort Casino em Mashantucket, Connecticut em 3 de novembro de 2017 foi gravado e filmado para o álbum ao vivo Synthesis Live (2018). |                  | |                         | |
| 2019 | —                | 3 de maio–26 de setembro de 2019 (América do Norte e Europa)                                                  | 28                      | Veridia, Tarja Turunen |
| A banda retomou os concertos regulares de metal a partir de 3 de maio de 2019, se apresentando apenas na América do Norte e Europa. A apresentação em Voronej, Rússia que aconteceria em 22 de setembro teve que ser adiada para o dia seguinte devido à um problema logístico que atrasou a chegada do equipamento da banda no país, no entanto o equipamento também não chegou a tempo para o dia 23, o que fez com que o grupo realizasse uma performance exclusiva em formato acústico com instrumentos alugados, de modo a impedir o cancelamento do show. Já em 30 de novembro, horas antes da banda se apresentar no festival Knotfest na Cidade do México, todo o equipamento de palco, bem como a bateria de Hunt, foram destruídos por um grupo de meliantes após tensões ocasionadas por conta de atrasos e o rompimento das grades de segurança, resultando no cancelamento inevitável do show. O ex-guitarrista Terry Balsamo, o cantor Paul McCoy e a guitarrista Nita Strauss (Alice Cooper) fizeram participações especiais em determinados shows de 2019. |                  | |                         | |

### Década de 2020
| Ano | Título                | Duração                                                                                                | Número de apresentações | Atos de abertura |
| --- | --------------------- | --- | ----------------------- | --- |
| 2021–23 | The Bitter Truth Tour | 5 de novembro de 2021–28 de outubro de 2023 (América do Norte, Europa, América Latina, Oceania e Ásia) | 124                     | Halestorm (co-headline), Plush, Lilith Czar, Sick Puppies, Korn (co-headline), Helmet, Jeris Johnson, Palaye Royale, Dana Dentata, P.O.D., Within Temptation (co-headline), Veridia, Smash Into Pieces, Tigress, Muse (ato principal), One Ok Rock, Highly Suspect, The Beautiful Monument, Ego Kill Talent |
| Em suporte ao álbum The Bitter Truth (2021), a banda embarcou em mais uma turnê mundial, que ficou marcada pela pandemia de COVID-19 e seus impactos, responsáveis pelo adiamento e cancelamentos de diversos eventos da indústria musical. Muitas etapas foram realizadas em conjunto com outras bandas como co-headliners, tais como Halestorm, Korn e Within Temptation. Eles também atuaram pela primeira vez na carreira como banda de suporte para um ato principal, o grupo Muse, durante uma etapa norte-americana em 2023. Foi ainda durante esta turnê que o Evanescence se apresentou para 40 mil pessoas no estádio Allianz Parque, localizado na cidade de São Paulo, na noite de 21 de outubro de 2023, maior público em um concerto próprio da banda até então. Os cantores Lzzy Hale (Halestorm), Sonny Sandoval (P.O.D.), Sharon den Adel (Within Temptation), Deena Jakoub (Veridia), Johnny Stevens (Highly Suspect) e Jacoby Shaddix (Papa Roach) fizeram participações especiais em determinados shows da turnê. |                       | |                         | |
| 2024–25 | —                     | 9 de maio de 2024–19 de novembro de 2025 (América do Norte, Europa, Brasil e Oceania)                  | 37                      | In This Moment, Halestorm (co-headline), Amira Elfeky, The Warning, Halsey (ato principal), My Chemical Romance (ato principal), Metallica (ato principal), Suicidal Tendencies |
| A banda programou 37 apresentações esporádicas entre maio de 2024 e novembro de 2025, enquanto irão utilizar o tempo entre os shows para escrever material para o sexto álbum de estúdio. Dentre os shows agendados houve uma participação no festival Rock in Rio, uma turnê conjunta com o Halestorm no Canadá, e uma série de apresentações em estádios da Oceania como abertura do Metallica. |                       | |                         | |

## Outras aparições notáveis
| Veja o repertório completo:                                                                                            |
| --- |
| 1. "Sweet Sacrifice" 2. "Going Under" 3. "Call Me When You're Sober" 4. "Bring Me to Life" 5. "Lithium" 6. "Your Star" |

| Veja o repertório completo:                                      |
| ---------------------------------------------------------------- |
| 1. "Call Me When You're Sober" 2. "Lithium" 3. "Sweet Sacrifice" |

| Veja o repertório completo: |
| --- |
| 1. "Weight of the World" 2. "The Only One" 3. "Call Me When You're Sober" 4. "Imaginary" 5. "Missing" 6. "Lithium" 7. "Good Enough" 8. "Your Star" 9. "Understanding" |

| Veja o repertório completo:                                                                       |
| ------------------------------------------------------------------------------------------------- |
| 1. "Bring Me to Life" 2. "Lithium" 3. "Good Enough" 4. "Call Me When You're Sober" 5. "Your Love" |

| Veja o repertório completo:                                                          |
| ------------------------------------------------------------------------------------ |
| 1. "What You Want" 2. "Going Under" 3. "The Other Side" 4. "Made of Stone" 5. "Sick" |

| Veja o repertório completo:                 |
| ------------------------------------------- |
| 1. "Lost in Paradise" 2. "Bring Me to Life" |

| Veja o repertório completo:            |
| -------------------------------------- |
| 1. "Made of Stone" 2. "The Other Side" |

| Veja o repertório completo:                                          |
| -------------------------------------------------------------------- |
| 1. "Made of Stone" 2. "What You Want" 3. "Call Me When You're Sober" |